# Hanoch Avenary
Hanoch Avenary (hebräisch חנוך אבנארי; * 25. Mai 1908 in Danzig als Herbert Loewenstein, hebräisch הרברט לוונשטיין; † 16. September 1994) war ein israelischer Musikwissenschaftler. Er emigrierte 1936 von Berlin nach Palästina. Hanoch Avenary zählt zu den Pionieren der Musikwissenschaft in Israel.

## Leben und Werk
Hanoch Avenary studierte Musikwissenschaft, Literatur- und Kunstgeschichte an den Universitäten Leipzig, München, Frankfurt am Main und Königsberg. Er promovierte 1931 mit der Arbeit Wort und Ton bei Oswald von Wolkenstein in Königsberg.
Von 1932 bis 1936 war er als Verleger in einem selbstgegründeten Verlag für jüdische Kunst in Berlin tätig. Nachdem er wegen seiner jüdischen Herkunft aus dem Deutschen Verlegerverband ausgeschlossen worden war, emigrierte er 1936 mit seiner Frau Taa geb. Warshinsky nach Palästina. Die Musikwissenschaft war zu dieser Zeit dort noch nicht etabliert. Entsprechend konnte Hanoch Avenary seine Forschungen auf diesem Gebiet nur privat fortführen. Hauptberuflich arbeitete er zunächst als Verleger. Ab 1941 arbeitete er in der Industrie. Im Jahr der Staatsgründung Israels 1948 trat er in die Forschungsabteilung der israelischen Luftwaffe ein. Er verließ die israelische Luftwaffe 1965 im Rang eines Majors. Mitte der 1960er Jahre konnte sich die Musikwissenschaft an den israelischen Hochschulen etablieren zunächst in Jerusalem und dann in Tel Aviv. Hanoch Avenary wandte sich nun hauptberuflich der Musikwissenschaft zu, zunächst an der Hebräischen Universität Jerusalem und später an der Universität Tel Aviv. Im Alter von 64 Jahren wurde er in Tel Aviv zum Professor ernannt. Gastprofessuren hatte er 1973 in Wien und 1982/1983 in Heidelberg inne.
Der Forschungsschwerpunkt Hanoch Avenarys lag auf dem Bereich der jüdischen Musik. Bis 1946 veröffentlichte Hanoch Avenary unter seinem Geburtsnamen Herbert Loewenstein. Ab 1950 veröffentlichte er unter dem Namen Hanoch Avenary. „Dies lässt vermuten, dass er seinen Namen anlässlich der Staatsgründung Israels hebraisierte ('äwän-'ari ist die wörtliche Übersetzung von Löwenstein).“ Er schrieb zahlreiche Lexikonartikel für die Encyclopaedia Judaica. Auf dem Gebiet der jüdisch-liturgischen Musik verfasste er die Werke The Ashkenazi Tradition of Biblical Chant between 1500 and 1900 und Kantor Salomon Sulzer und seine Zeit. Letztgenanntes Werk stellt Leben und Werk des bedeutenden Wiener Reformators der Synagogenmusik dar. Hanoch Avenary edierte Werke des jüdischen Spätrenaissancekomponisten Salamone Rossi und gab den kommentierten Notenband Hebrew Hymn Tunes heraus.
1977 wurde Hanoch Avenary von der Stadt Tel Aviv-Yafa der Engel-Preis für Musik verliehen. Hanoch Avenary erhielt in seinem Todesjahr 1994 für sein Lebenswerk – als erster Musikwissenschaftler überhaupt – den Israel Prize. Sein Nachlass wird in der Musikabteilung der National Library in Jerusalem verwahrt.